# Polarbräcka
Polarbräcka (Saxifraga hyperborea) är en stenbräckeväxtart som beskrevs av Robert Brown. Polarbräcka ingår i Bräckesläktet som ingår i familjen stenbräckeväxter. Arten har ej påträffats i Sverige. Inga underarter finns listade i Catalogue of Life.

## Bildgalleri

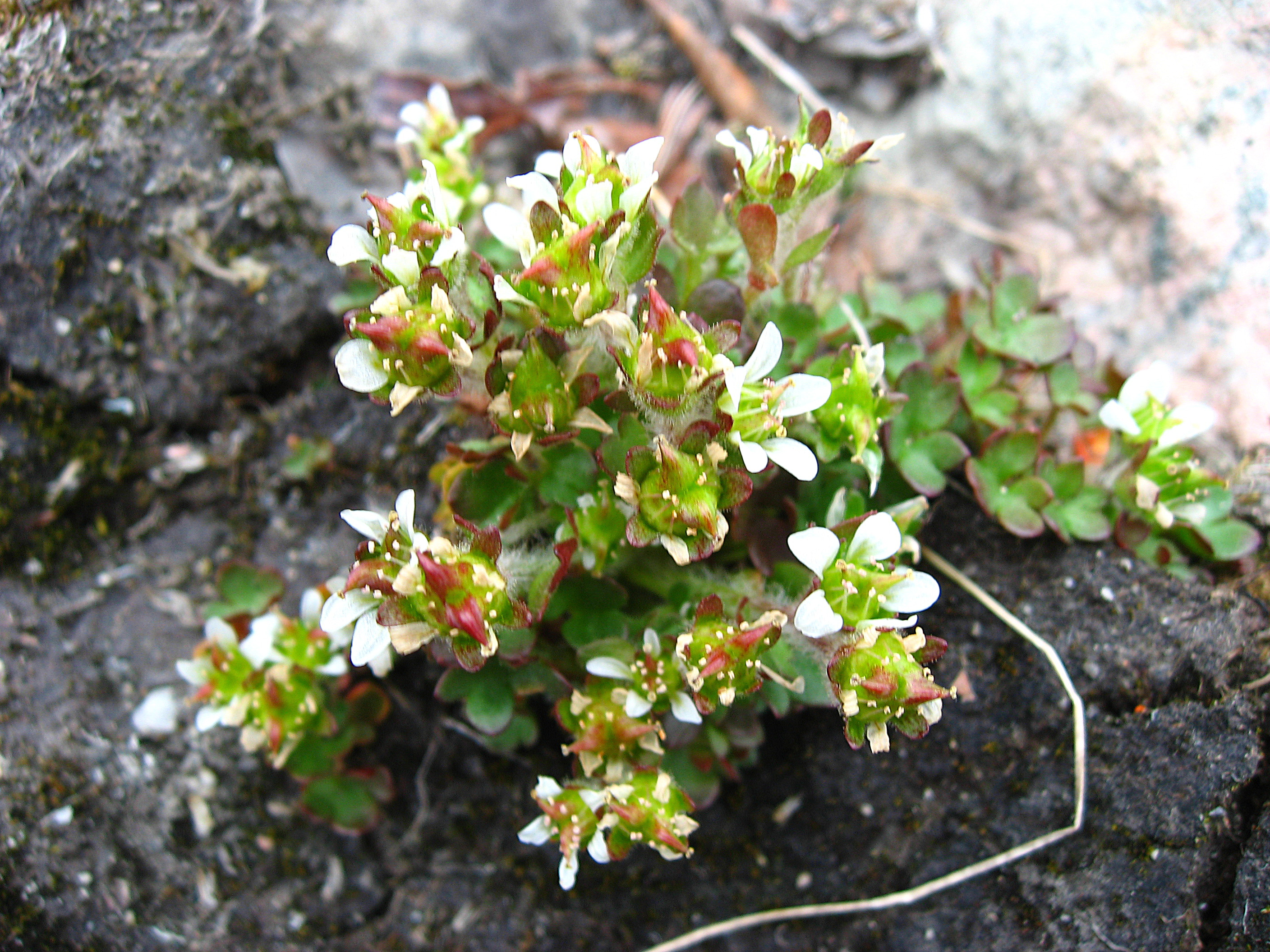
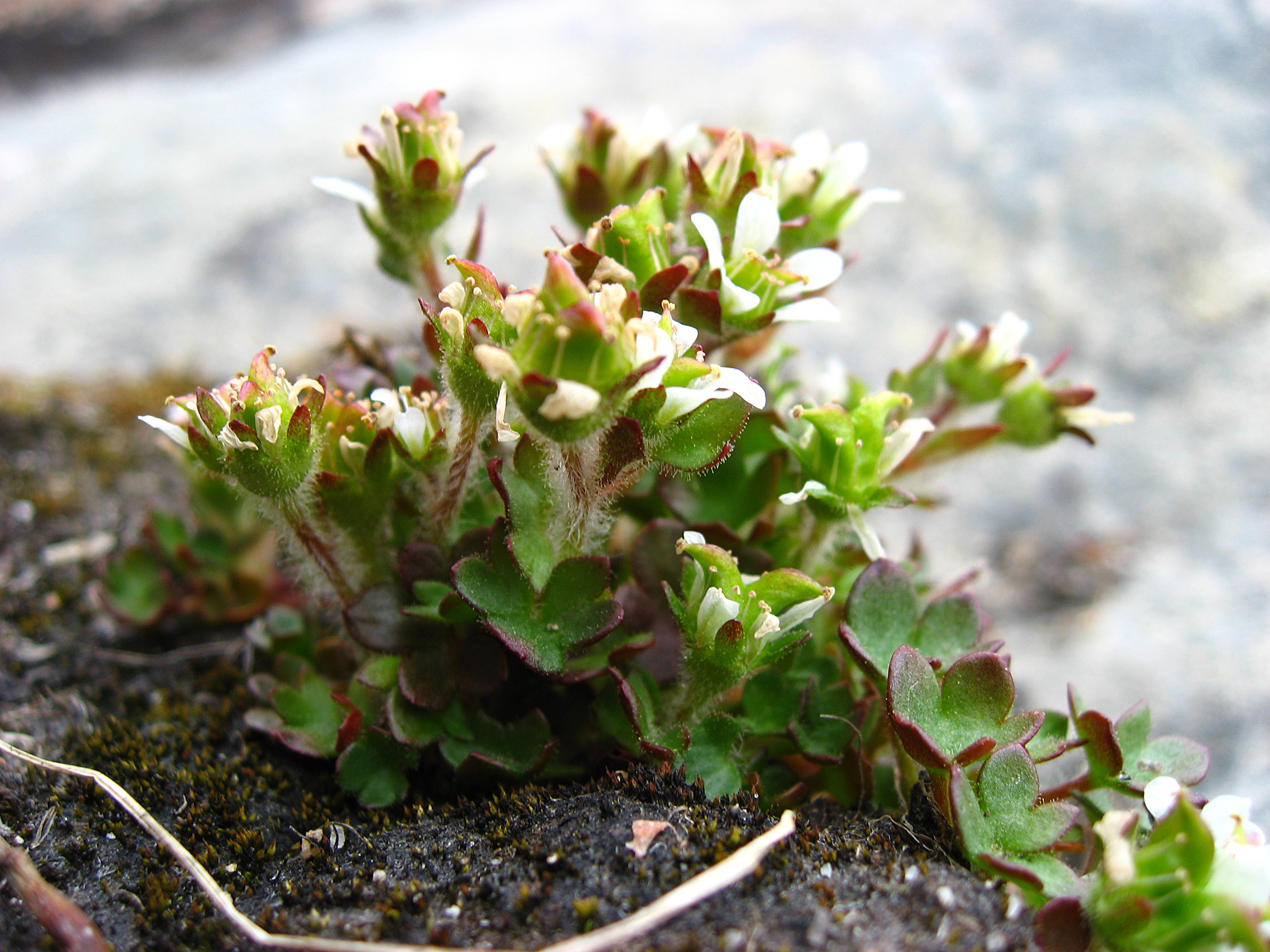